# The Sun of Tiphareth
The Sun of Tiphareth är det andra studioalbumet med det amerikanska black metal-bandet Absu, utgivet 1995 av skivbolaget Osmose Productions.

## Låtlista
1. "Apzu" – 11:15
2. "Feis Mor Tir na n'Og (Across the North Sea to Visnech)" – 8:05
3. "Cyntefyn's Fountain" – 3:46
4. "A Quest into the 77th Novel" – 5:48
5. "Our Lust for Lunar Plains (Nox Luna Inlustris)" (instrumental) – 1:49
6. "The Coming of War" (Morbid Scream-cover) – 5:15
7. "Infinite and Profane Thrones" – 7:06

- Text: Equitant (spår 1, 2), Proscriptor (spår 3, 4, 6, 7), Trent White (spår 6)
- Musik: Absu (spår 1–5, 7), Trad. (spår 6)

## Medverkande
Musiker (Absu-medlemmar)
- Equitant Ifernain Dal Gais (Raymond Dillard Heflin) – basgitarr, gitarr
- Shaftiel (Mike Kelly) – elgitarr, akustisk gitarr, basgitarr, sång
- Proscriptor McGovern (Russ R. Givens) – trummor, keyboard, flöjt, sång

Bidragande musiker
- Lynette Mitchell – sång

Produktion
- Absu – producent
- Danny Brown– ljudtekniker
- Kris Verwimp – omslagskonst
- James Bland – foto